# Oxolamina
L'oxolamina è un sedativo della tosse ad azione principalmente periferica. Il farmaco sembra dotato anche di una certa attività antinfiammatoria e antispastica. In Italia il farmaco è venduto dalla società Aziende Chimiche Riunite Angelini Francesco con il nome commerciale di Uniplus nella forma farmaceutica di supposte per adulti (contenenti 250 mg di oxolamina citrato e 350 mg di propifenazone) e per bambini (contenenti 125 e 150 mg dei rispettivi principi attivi) e dalla società Laboratorio Chimico Farmaceutico A. Sella con il nome di Tussibron nella forma farmaceutica di sciroppo per adulti e bambini (1% oxolamina citrato) e nella forma di compresse per adulti (contenenti ciascuna 100 mg di oxolamina citrato).

## Caratteristiche strutturali, fisiche e chimiche
L'oxolamina si presenta come una polvere bianca cristallina, inodore, con leggero sapore acidulo. Il composto è poco solubile in acqua (1:100) e in alcol. Risulta praticamente insolubile in etere, in etere di petrolio ed in cloroformio.
La sostanza, in soluzione acquosa, assorbe nell'ultravioletto (UV) alle lunghezze d'onda di 239, 273 e 283 nm. Per aggiunta di sodio idrato al 10% alla soluzione acquosa della sostanza si ottiene un precipitato biancastro che col tempo si rapprende in un liquido oleoso con punto di ebollizione di 130 °C a 0,5 mmHg. Con il reattivo di Mayer si ottiene un precipitato bianco-giallognolo. 

## Farmacodinamica
Il farmaco a livello della mucosa del tratto respiratorio sembra modulare la secrezione di citochine infiammatorie e di ridurre la stimolazione delle piccole terminazioni nervose amieliniche libere, diffuse nell'apparato respiratorio, e causa dello stimolo tussivo.

## Farmacocinetica
A seguito di somministrazione per via orale, così come per via rettale, l'oxolamina è ben assorbita dal tratto gastrointestinale. La molecola viene prontamente distribuita attraverso il flusso ematico, nei vari fluidi organici e tessuti biologici. Il composto si concentra in particolare a livello dell'albero respiratorio, per il quale dimostra uno specifico tropismo.
Il farmaco viene rapidamente metabolizzato e totalmente eliminata nell'arco di 24 ore, sia attraverso l'emuntorio renale, sia tramite le feci.

## Tossicologia
A seguito di studi sperimentali sugli animali (topo) il valore della DL50 è risultato pari a 930 mg/kg peso corporeo, quando la molecola viene somministrata per os.

## Usi clinici
Il farmaco è indicato nel trattamento delle infezioni delle prime vie aeree (in particolare faringite, laringite, tracheite e bronchiti acute e croniche) qualora si associno a tosse persistente ed invalidante, anche in associazione a trattamento antibiotico.

## Effetti collaterali e indesiderati
Nel corso del trattamento è possibile si verifichino disturbi gastrointestinali ed in particolare dispepsia, perdita di appetito, nausea, vomito, pirosi gastrica e dolore addominale. Nei soggetti in età pediatrica sono state riportate allucinazioni.

## Controindicazioni
Il composto è controindicato nei soggetti con ipersensibilità individuale accertata verso il principio attivo, altri composti chimicamente correlati oppure verso uno qualsiasi degli eccipienti utilizzati nella formulazione farmacologica.
È bene evitare di associare oxolamina a composti di tipo anticoagulante.

## Dosi terapeutiche
In terapia la molecola è disponibile sia come citrato (sciroppo e supposte ad uso pediatrico), sia come fosfato (sciroppo per adulti e gocce). Negli adulti il dosaggio consigliato è pari a 100–200 mg, da assumersi per 3-4 volte al giorno. Nei bambini le dosi risultano dimezzate.